# 오택열
오택열(吳宅烈, 1903년 영덕 - ?)은 대한민국의 정치인이다. 제헌 국회의원을 지냈다.
- 영덕주조주식회사 사장을 역임하였다.
- 1948년 5월 10일 : 제헌 국회의원(경북 영덕) 당선
- 1949년 1월 반민특위 활동 당시, 피고 문명기에 대하여 증언하였다.[1]
- 한국 전쟁 때 조선민주주의인민공화국으로 납북됐다.

## 역대 선거 결과
|  | 0% |

|  | 11.72% |

## 참고자료
- 《대한민국 의정총람》, 국회의원총람발간위원회, 1994년
- 오택열 - 대한민국헌정회